# Yanni Regäsel
Yanni Regäsel, né le 13 janvier 1996 à Berlin, est un footballeur allemand. Il évolue au poste de défenseur droit à l'Eintracht Francfort.

## Carrière
Après avoir fait ses débuts en Bundesliga avec le Hertha BSC le 31 octobre 2015, il est transféré à l'Eintracht Francfort en janvier 2016.

## Statistiques
| Saison                | Club                  | Championnat           | Championnat | Championnat | Coupe(s) nationale(s) | Coupe(s) nationale(s) | Total | Total |
| Saison                | Club                  | Division              | M.          | B.          | M.                    | B.                    | M.    | B.    |
| 2015-2016             | Hertha BSC            | Bundesliga            | 6           | 0           | 0                     | 0                     | 6     | 0     |
| 2015-2016             | Eintracht Francfort   | Bundesliga            | 11          | 0           | 0                     | 0                     | 11    | 0     |
| Total sur la carrière | Total sur la carrière | Total sur la carrière | 17          | 0           | 0                     | 0                     | 17    | 0     |